# Османская Венгрия

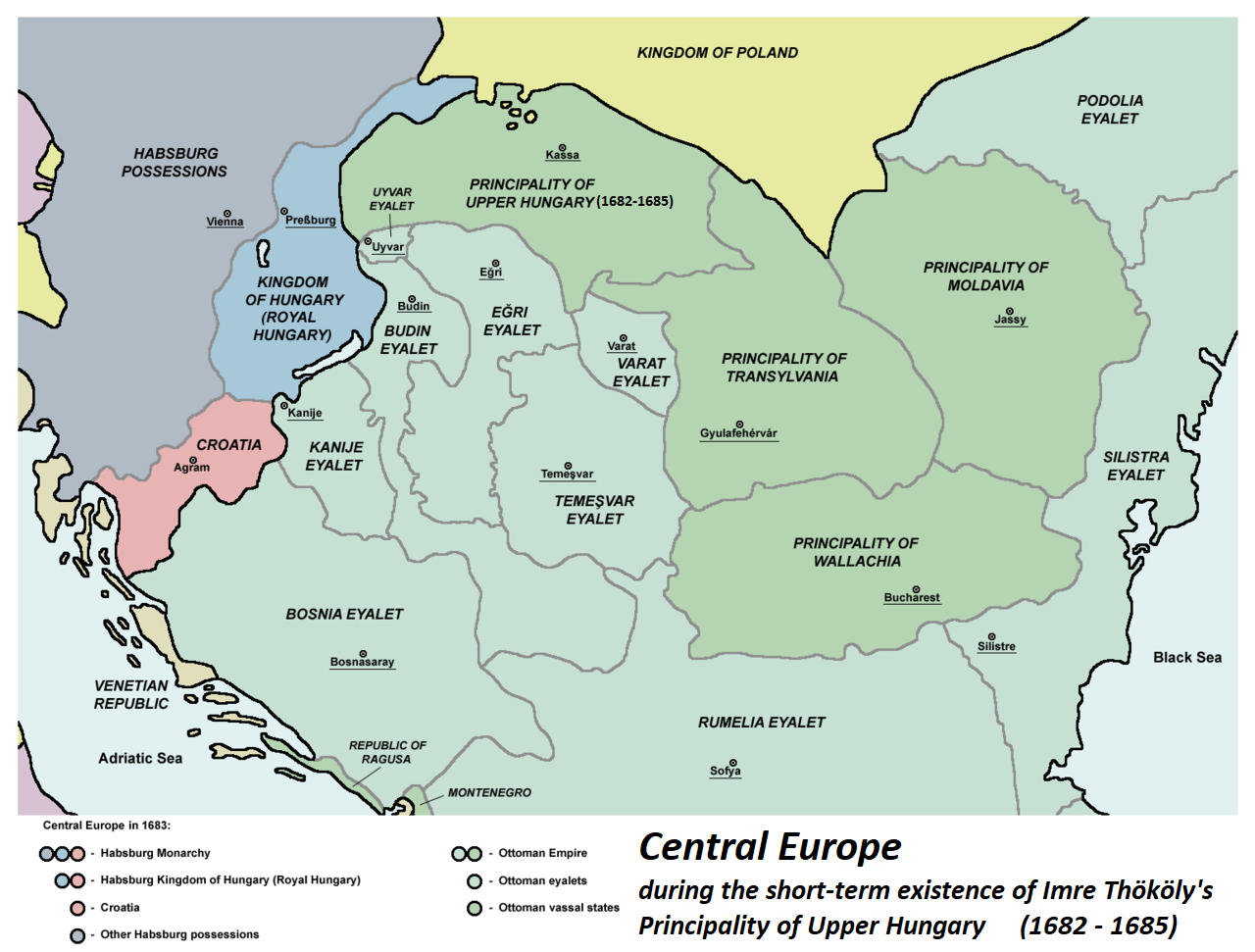
Венгрия в 1683 году

Османская Венгрия (венг. Török hódoltság) — общее название территорий Османской империи, населённых преимущественно этническими венграми.
После поражения объединённого венгро-чешско-хорватского войска в битве при Мохаче 29 августа 1526 года большая часть венгерских земель попала под власть османов. Османская империя заняла Среднедунайскую равнину, включив в свои владения самое сердце Европы, которое турки планировали превратить в плацдарм для покорения новых территорий и дальнейшего распространения ислама.
Но отпор со стороны австрийских Габсбургов привёл к фактическому разделу венгерских земель на турецкую и австрийскую части. При этом к австрийцам по договору 1547 года отошли земли со смешанным венгерско-славянским населением, а к туркам — собственно венгерские и венгеро-валашские области. Административно власть османов в центральной Венгрии продержалась вплоть до 1686 года, хотя некоторые из самых южных венгерских земель были освобождены лишь к 1717 году. Сопротивление турецкому владычеству оказывали как венгерские партизаны-гайдуки, так и австрийцы.

## Предыстория
Как и многие балканские государства, покорённые османами в XIV—XV веках, Венгерское королевство вступило в XVI век в чрезвычайно ослабленном состоянии из-за ряда внешних и внутренних причин. Изнутри его раздирали феодальные распри, фактически приведшие к установлению феодальной раздробленности, крестьянские восстания, сопротивление со стороны народов, противящихся мадьяризации, а извне — амбициозные попытки австрийских Габсбургов включить Венгрию в состав своих владений. Смерть Матвея Корвина в 1490 году, вызвала крайнюю анархию в Венгрии, и создала благоприятные условия для осуществления планов османов против этого государства.
Постепенному упадку Венгрии в дальнейшем способствовал и олигархический режим, установленный династией Ягеллонов, отчуждение подавленного венгерского крестьянства от национально-оборонительных движений после восстания Дьёрдя Дожи (1514), географическая замкнутость и отдалённость Венгрии от океана (в том числе от торговых путей, проходивших через Атлантический океан), усиливающееся давление Габсбургов. Численное превосходство турок в битве при Мохаче привело к тому, что победа была достигнута всего за 2 часа. В рядах турецкой армии преобладали славяне-мусульмане (янычары) из балканских владений Османской империи.

## Последствия

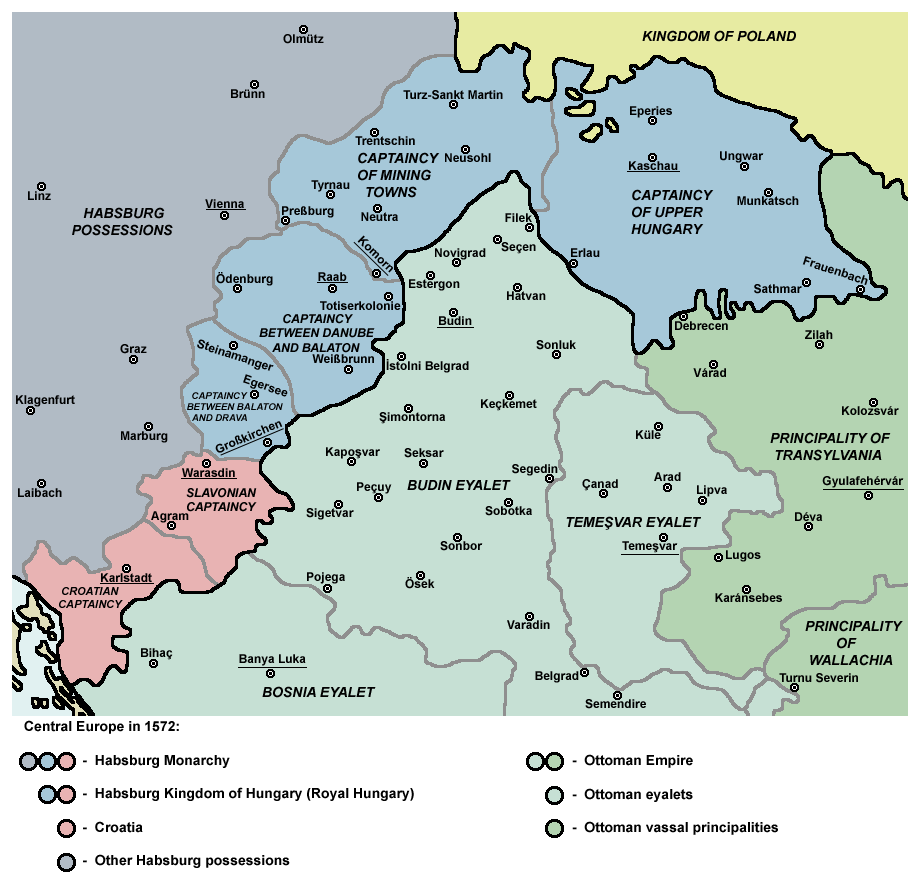
Центральная Европа в 1572 году

Турецкая победа имела ряд прямых последствий как для венгров, так и для многих других соседних народов. Как в своё время Битва при Гвадалете (711) в Испании, Мохачское сражение открыло перед мусульманами возможности для покорения обширных земель Европы. Султан Сулейман I Великолепный (27 апреля 1495 — 06 сентября 1566 года) в 1529 году начал осаду Вены, но из-за приближавшейся зимы вынужден был отступить.
На месте покорённых османами венгерских земель образовалась новая область — Османская Венгрия, существовавшая в 1526—1699 годах. Более того, далеко не все венгры оказывали сопротивление турецкому владычеству.  Венгерское крестьянство юго-востока страны отнеслось к приходу турок как к освобождению от засилья местных феодалов, обложивших их непосильными поборами. Стремясь привлечь венгерских крестьян на свою сторону, турки либерализовали многие сферы жизни венгерского крестьянства. В отличие от кровавых распрей между католиками и протестантами Европы того времени, турки не запрещали ни одну из религий, хотя переход в ислам всячески поощрялся.
Воспользовавшись хаосом послевоенных лет и зарождением нового мусульманского сообщества, многие простые венгры, принявшие ислам (мадьярабы), сумели подняться по карьерной лестнице военных сословий Османской империи. Жители северных венгерских земель оказывали туркам большее сопротивление, создавая отряды гайдуков. Многие также бежали в соседние словацкие земли к северу. Турки покорили только Центральную Венгрию, периферийные западные и северные регионы с новой венгерской столицей — городом Пожонь (современная словацкая Братислава) были аннексированы австрийскими Габсбургами, которые превратили их в буфер между немецкими и османскими территориями.
После неудавшейся осады Вены (1529), австрийские Габсбурги приступили к более решительным действиям против турок, начинается постепенная «реконкиста» Балканского полуострова. После Мохачской битвы европейские государства начали предпринимать попытки объединения с целью противостояния угрозе исламизации Европы. Эта стратегия принесла первый успех в битве при Лепанто (1571). Кроме того, несмотря на свой начальный успех, именно в Венгрии турки впервые столкнулись с западно-европейской социально-политической структурой, которая имела сильное немецкое влияние и уже существенно отличалась от ориентализированных греко-славянских государств балканского региона, с относительной лёгкостью покорённых турками. Хотя европейские ценности в Венгрии в целом и не соответствовали западным стандартам, близость Османской Венгрии к немецким землям создавала прямую угрозу им, и вызвала яростное сопротивление для защиты имперских амбиций самих Габсбургов.

## Административное деление Османской Венгрии
Османская Венгрия занимала площадь около 91 250 км². Её территория была разделена на эялеты, которые далее делились на санджаки, а высшим османским чиновником в Венгрии был паша Будина.
Существовали следующие эялеты:
- Будинский пашалык
- Темешварский эялет
- Эгерский эялет
- Сигетварский эялет
- Канижский эялет
- Варадский эялет
- Уйварский эялет

Административные центры Будинского, Сигетварского, Канижского и Эгерского эялетов находились на территории современной Венгрии, а Темешварский и Варадский эялеты, административные центры которых находились на территории современной Румынии, также включали в себя некоторые части современной Венгрии. Паши и санджак-беи отвечали за управление, юрисдикцию и оборону. Единственным интересом османов было закрепление своих позиций на венгерской земле. Высокая Порта стала единственным землевладельцем и распоряжалась примерно 20 процентами всех венгерских земель в своих интересах, распределяя остальные земли между своими солдатами и гражданскими служащими. Османские помещики были заинтересованы главным образом в том, чтобы выжать из земли как можно больше дохода и как можно быстрее. Важное значение для османского правительства имел сбор налогов. Войны, набеги за рабами и эмиграция дворян, потерявших свои земли, привели к обезлюдению сельской местности. Однако османы проявляли относительную религиозную терпимость и предоставляли различным народам, проживавшим на территории империи, значительную автономию во внутренних делах. Города сохраняли определённое самоуправление, а процветающий средний класс развивался благодаря ремеслу и торговле.

## Жизнь и культура Османской Венгрии
Из-за удалённости Венгрии, турецкая оккупация не привела к радикальной смене национального, религиозного и языкового состава населения, однако со временем сдвиги в религиозном плане приняли ощутимый характер. Мусульмане, около 80 тыс. человек, преимущественно военные наёмники южнославянского происхождения, расселились в основном в крупных городах Венгрии, под защитой крепостных стен. Каждый город имел как мусульманский квартал, примыкающий к мечети, так и христианский район, примыкающий к церкви. Христианство не было запрещено и не преследовалось, так как турки не хотели возмущений покорённого населения, но христианская церковь лишилась финансовой поддержки государства, а христианские подданные империи (райя) были обязаны выплачивать особый налог (джизья), отнимающий средства, ранее взимавшийся как церковная десятина. Многие крупные городские церкви были переделаны в мечети, а к ним пристроены минареты. Мусульмане составили основу новой правящей элиты. Опасаясь нападений гайдуков, они передвигались от города к городу только под защитой военных конвоев. Сельские регионы Венгрии, равно как и всё сельское хозяйство (в первую очередь земледелие) на Балканах, при турках пришли в упадок из-за миграционных процессов, военных действий, партизанской активности и крайней неэффективности местного самоуправления, страдавшего от хронического взяточничества. Отгонное животноводство, которое древние мадьяры переняли у тюрок ещё до прихода в Центральную Европу, наоборот, возродилось. Но крупные городские поселения получили при этом стимул к развитию, став сосредоточением новых восточных влияний. В XVII веке, в османской Венгрии появилось 165 основных (мектепы) и 77 средних и высших теологических школ (медресе) в 39 городских поселениях Венгрии. В школах обучали письму, арифметике, чтению Корана и молитве. Турки также возводили турецкие бани, мечети и фонтаны. Большинство из них было уничтожено австрийскими Габсбургами в ходе Балканской «реконкисты». Лишь немногие памятники дошли до наших дней.

## Социальная мобильность и исламизация
В результате 150-летних постоянных войн между христианами и мусульманами, рост населения замедлился, и множество этнически венгерских средневековых поселений погибло. Этнический состав территорий, входивших в состав средневекового Венгерского королевства, был коренным образом изменён в результате депортаций и массовых убийств местного населения, так что число этнических венгров, живших к концу османского периода, было значительно меньше, чем до него.
Столица Венгрии Буда испытывала стагнацию роста населения и экономики. В 1686 году население Буды было не больше, чем двумя столетиями ранее в XV веке. Османское правительство не стало поддерживать и ремонтировать дворец венгерских королей, позволив тому разрушаться под влиянием погоды и времени. Позже османы превратили дворец в пороховой склад и арсенал, что привело к его взрыву во время осады в 1686 году. В последующие десятилетия христианское венгерское население города значительно сократилось из-за бегства в Королевскую Венгрию, управляемую Габсбургами, особенно к 1547 году число первоначального христианского населения Буды сократилось примерно до тысячи человек, а к 1647 году — до семидесяти. Во время османского правления основными жителями Буды были евреи и цыгане. Священная лига взяла Буду после длительной осады в 1686 году.
Венгерские жители городов переселялись в другие места, когда чувствовали угрозу со стороны османского военного присутствия. Во всех без исключения городах, ставших административными центрами Османской Венгрии, христианское население сократилось. Венгерское население осталось только в некоторых городах, где не были установлены османские гарнизоны. Большинство дворян и большое количество мещан эмигрировали в Королевскую Венгрию. С начала XVII века сербские беженцы составляли этническое большинство в значительной части Османской Венгрии. Эта область включала в себя территории между реками Сава, Драва и Дунайско-Тисинское междуречье.
По современным оценкам, доля венгров в Карпатском бассейне в конце XV века составляла около 80 % всего населения, а невенгры вряд ли составляли более 20 %-25 % от всего населения. Венгерское присутствие начало сокращаться во времена османского завоевания. Уменьшение численности венгров было вызвано постоянными войнами, османскими набегами, голодом и чумой в течение 150 лет османского правления. Основными зонами военных действий были территории, населённые венграми, поэтому среди них было гораздо больше жертв, чем среди других национальностей. Наиболее серьёзные разрушения пришлись на время венгерской смуты, когда между 1604 и 1606 годами худшие последствия войны между османами и Габсбургами были многократно усилены в результате впадения Венгрии в гражданскую войну во время восстания Иштвана Бочкаи.
Население Венгрии в конце XVI века составляло в Османской Венгрии 900 000 человек, в Королевской Венгрии 1 800 000 человек и в Трансильвании 800 000 человек, что в общей сложности составляло 3 500 000 жителей для всей Венгрии.
Рост населения в Османской Венгрии в течение XVII века был незначительным: с 900 000 до примерно 1 000 000 жителей, что было схоже с темпами роста в Королевской Венгрии и Трансильвании.
Ряд простых венгров воспользовались новыми возможностями, предоставленными турецким военно-административным аппаратом, перешли в ислам, поступили на службу к султану и получили значительные возможности местного самоуправления. Некоторые из них (мадьярабы) переселились или же были переселены в другие районы империи, став частью турецкого этноса. Многие пленные венгры были проданы в рабство в Румелии и Анатолии.

## В культуре
- Турецкое копьё[венг.] — венгерский фильм 1973 года